# Schleuse Henrichenburg
Die Schleuse Henrichenburg ist eine Grossschifffahrtsschleuse des Dortmund-Ems-Kanals (DEK) am Stichkanal zum Stadthafen von Dortmund. Bei einer Fallhöhe von 13,5 Meter überwindet die Schleuse seit 1989 den Geländesprung zwischen Datteln und Waltrop. Aufgrund ihrer Größe ist sie als Sparschleuse ausgeführt worden, die aufgrund ihrer langen Schleusenkammer auch für 2-gliedrige Schubverbände (Binnenschiffen der Kategorie Vb) geeignet ist. Historisch ist die neue Schachtschleuse das vierte und derzeit das einzige Abstiegsbauwerk, das an dieser Stelle betrieben wird. Zusammen mit den drei älteren Bauwerken wird der Komplex als Schleusenpark Waltrop bezeichnet.

## Lage
Die Schleuse liegt rund 20 Kilometer nordwestlich von Dortmund im Grenzgebiet der Städte Datteln, Waltrop und Castrop-Rauxel. Parallel zu und nördlich von ihr steht das stillgelegte Neue Hebewerk, mit dem im Oberwasser ein gemeinsamer Vorhafenbereich besteht. Dieser Kanalbereich führt über 15 Kilometer nach Südosten und endet am Hafen Dortmund. Unterhalb der Fallstufe endet verwaltungsmäßig der von Süden heranreichende Rhein-Herne-Kanal (RHK), der mit gleichem Wasserstand in die nächste Haltung des DEK übergeht. Diese quert nach rund fünf Kilometern das Kanalkreuz Datteln. Dort zweigt nach Westen der Wesel-Datteln-Kanal ab und führt über 60 km bis zum Rhein. In der Gegenrichtung nach Osten endet der Datteln-Hamm-Kanal nach 47 km am Kraftwerk Westfalen. Über den DEK erreichen die Schiffe nach 56,5 km die Schleuse Münster und können weiter zum Mittellandkanal fahren.
| Dortmund-Ems-Kanal                    | Dortmund-Ems-Kanal      | Dortmund-Ems-Kanal     | Dortmund-Ems-Kanal      | Dortmund-Ems-Kanal | Fortsetzung        |
| Kanal                                 | obere Haltung           | Schleuse Henrichenburg | untere Haltung          | Kanal              | Rhein- Herne-Kanal |
| km 0,0                                | 15 km ← Osten           | km 15                  | 56,5 km → Norden        | km 71,5            | 45,6 km ← Süden    |
| Hafen Dortmund                        | Wasserstand: 70,00 m NN | Hubhöhe 13,50 m        |                         |                    |                    |
|                                       |                         | Hubhöhe 13,50 m        | Wasserstand: 56,50 m NN | Schleuse Münster   | Schleuse Herne-Ost |
| aktuelle Wasserstände auf Pegelonline |                         |                        |                         |                    |                    |

## Technische Daten und Verwaltung
Die bei DEK-km 15 neu errichtete Schleuse besitzt eine Schleusenkammer mit 190 Meter nutzbarer Länge. Daher können übergroße Großmotorgüterschiffe mit 140 m Länge sowie Schubverbände mit zwei Leichtern ohne zu entkoppeln die Schleuse passieren und den Dortmunder Hafen anfahren. Die Drempeltiefe am oberen Tor beträgt 4 Meter, um die geforderte Abladetiefe von 2,80 Meter einzuhalten. Als Verschlussorgane besitzt die Kammer ein Zug-Drehsegmenttor am Oberhaupt und zwei Stemmtore von 18 Meter Höhe am Unterhaupt. Ohne die Ein- und Ausfahrzeiten der Schiffe dauert der Schleusungsvorgang rund 20 Minuten.
Zur Halbierung des Schleusenverlusts sind zwei treppenförmig angeordnete Sparbecken vorhanden, die parallel zur Schleusenkammer auf der Südseite der Schleuse liegen und rund 50 % der Wassermenge aus der Kammer zwischenspeichern können. Die Restfüllung erfolgt durch Entnahme aus der Scheitelhaltung über ein spezielles Entnahmebauwerk am Oberhaupt. Die beidseitigen Füllkanäle von drei Meter Höhe speisen den Grundkanal unter der Kammersohle, von dem alle Füll- und Entleerungsleitungen der Sparbecken abzweigen. Der Grundlauf mit zwei Meter Höhe sorgt für eine weitgehend ruhige Einleitung des Wassers, damit die zu schleusenden Schiffe ruhig aufsteigen bzw. absinken können. Am Unterhaupt führen die beidseitigen Füllkanäle in die untere Haltung.
Damit die obere Haltung durch die Wasserentnahme nicht entleert wird und weil kein natürlicher Zufluss existiert muss über das Rückpumpwerk am unterseitigen Ende der Schleuseninsel Wasser aus der unteren Haltung wieder nach oben gepumpt werden. Dies erfolgt über zwei Druckrohrleitungen von 1700 mm Nennweite mit zwei Pumpen, die jeweils eine Förderleistung von 4000 Liter pro Sekunde aufweisen.
Zuständige Behörde für den Betrieb und die Unterhaltung der Schleusenanlage ist seit dem 26. November 2020 das Wasserstraßen- und Schifffahrtsamt Westdeutsche Kanäle. Im Regelfall steht die Schleuse in einem 24-h-Betrieb, der an Feiertagen eingeschränkt wird. WSV-intern wird die Kanalstufe Henrichenburg / Waltrop genannt.
| Schleuse Henrichenburg              |                                            |
| Zum Neuen Hebewerk 3, 45731 Waltrop | 24-h-Betrieb – an Feiertagen eingeschränkt |

Am Nordwestende der zwei Sparbecken bzw. an der Rückseite des Schleusensteuerstands hat die Wasserstraßen- und Schifffahrtsverwaltung des Bundes (WSV) ein Informationszentrum mit Ausstellungshalle errichtet. Dort erläutern Modelle, Schautafeln, Filme und Bilder das System des westdeutschen Kanalnetzes mit seinen Wasserbauwerken.

## Planung und Bau
Mit Inbetriebnahme des neuen Hebewerks in Henrichenburg konnte das alte Hebewerk außer Betrieb genommen werden. Ab 1962 standen zusammen mit der alten Schachtschleuse zwei Abstiegsbauwerke zur Verfügung, um Europaschiffe (Binnenwasserstraße Klasse IV) mit 85 Meter Länge über die Kanalstufe zu bringen. Jedoch führte der Wandel im Massenguttransport bei der Binnenschifffahrt mit ihren größeren Schiffen zu einem Engpass in Henrichenburg. Die vermehrt verkehrenden Großmotorgüterschiffe mit 110 Meter Länge konnten die Fallstufe nicht passieren und zweigliedrige Schubverbände mussten zeitaufwändig für die Passage getrennt und anschließend wieder zusammengekoppelt werden.
Da schon seit 1964 der Ausbau des Wesel-Datteln-Kanal für diese Schiffseinheiten lief, forderte die Industrie- und Handelskammer Dortmund in einer Denkschrift den Bau einer entsprechenden neuen Schleuse, damit der Hafen in Dortmund von der Weiterentwicklung des Wasserstraßenverkehrs nicht abgeschnitten würde. Außerdem war das Ende der wirtschaftlichen Nutzung der Schachtschleuse aus dem Jahr 1914 abzusehen. Dazu beauftragte die Wasserstraßenverwaltung (WSV) 1978 zwei Nutzen-Kosten-Analysen, die beide die Wirtschaftlichkeit eines Neubaus nachwiesen.
Bei der Planung der neuen Schleuse hatte die WSV vier Varianten für einen Standort untersucht. Jedoch stieß die Lage nördlich des neuen Hebewerks auf erheblichen Widerstand, sodass 1983 vom Verkehrsministerium die Abkehr von dieser Planung entschieden wurde. Im Februar 1984 erfolgte der Henrichenburg-Vertrag, der vom Bundesverkehrsminister und Wissenschaftsminister des Landes NW unterzeichnet wurde. Für geplante 513 Mio. DM sollte eine neue Großschifffahrtsschleuse gebaut und der Stichkanal nach Dortmund für die Schubschifffahrt ertüchtigt werden. Gleichzeitig musste die Verkehrsführung der Landstrasse 511 angepasst und eine neue Brücke über den unteren Vorhafenbereich errichtet werden.
Die im Juli 1984 ausgelegten Pläne sahen die heutige Lage der Schleuse zwischen alter Schachtschleuse und neuem Hebewerk vor, sodass keine grundlegenden Einsprüche bearbeitet werden mussten. Jedoch konnten aufgrund des beschränkten Platzangebots nicht mehr fünf, sondern nur noch zwei Sparbecken gebaut werden. Der offizielle Beginn mit dem ersten Spatenstich zum Bau der neuen Schleuse für 105 Mio. DM war am 29. April 1985. Wie vorgesehen war der Neubau nach vier Jahren fertig gestellt und ging im August 1989 in Betrieb.

## Aktueller Zustand und Sanierungen
Wie bei allen technischen Großprojekten mehren sich nach 30 Jahren Betriebszeit die Störungen und langfristigen Ausfälle, wenn nicht regelmäßige Wartungen und Instandsetzungen erfolgen. Die Vernachlässigung der Infrastruktur im westdeutschen Kanalnetz durch die WSV zeigte sich auch bei der Großschifffahrtsschleuse, sodass sich wegen dringender Reparaturarbeiten längerfristige Ausfälle häuften. So war beispielsweise 2013 die Schleuse an 109 Tagen nicht verfügbar, sodass der Hafen Dortmund für die Schifffahrt nicht erreichbar war. In den Jahren 2018 bis 2021 war erneut bis zu 65 Tage pro Jahr kein Schleusenbetrieb möglich. Im Mittelpunkt standen die beiden großen 19 Meter hohen Schleusentore am Unterhaupt, wo Lagerungen, Dichtungen und Anbauteile nachgebessert werden mussten. Auch die Schwimmpoller mussten ausgebaut werden und lagern bis zu ihrer Modernisierung auf der Schleuseninsel.
Immer wieder wurde von der Dortmunder Hafen AG, den betroffenen Verbänden und der Stadt Dortmund eine grundlegende Sanierung und Beseitigung des Engpasses angemahnt, da die Schleuse nicht umfahren werden kann. Ein Wettbewerbsnachteil für die dortige Wirtschaft und ein Hindernis für den Ausbau der Binnenschifffahrt vor dem Hintergrund des Klimaschutzes. Es wurde der Bau einer zweiten Schleuse als volkswirtschaftlich hoch sinnvoll erachtet und im Bundesverkehrsministerium eingefordert. Wie die WSV mitteilte, sollen 2024 zwei neue Tore eingebaut werden. Die alten Tore werden aufgearbeitet und als Ersatz anschließend vorgehalten, um bei Bedarf kurzfristig eingesetzt werden zu können. Als Alternative wird durch den Förderverein des Schleusenparks Waltrop die Sanierung- und Instandhaltung des neuen Hebewerks vorgeschlagen.

## Anfahrt
Per Straße kann der Schleusenpark Waltrop von der Ausfahrt Henrichenburg der Bundesautobahn 2 über die Bundesstraße 235 in Richtung Norden erreicht werden. Nach 600 Metern vor der Brücke über den RHK kommt man über die Hebewerkstraße zum LWL-Industriemuseum mit dem alten Hebewerk. Gut doppelt so weit zweigt von der 235 die Provinzialstraße in Richtung Waltrop ab, die zum großen Parkplatz neben der alten Schachtschleuse führt.
Mit dem ÖPNV ist der Schleusenpark von Castrop-Rauxel Hauptbahnhof aus mit dem Bus erreichbar.

## Bilder

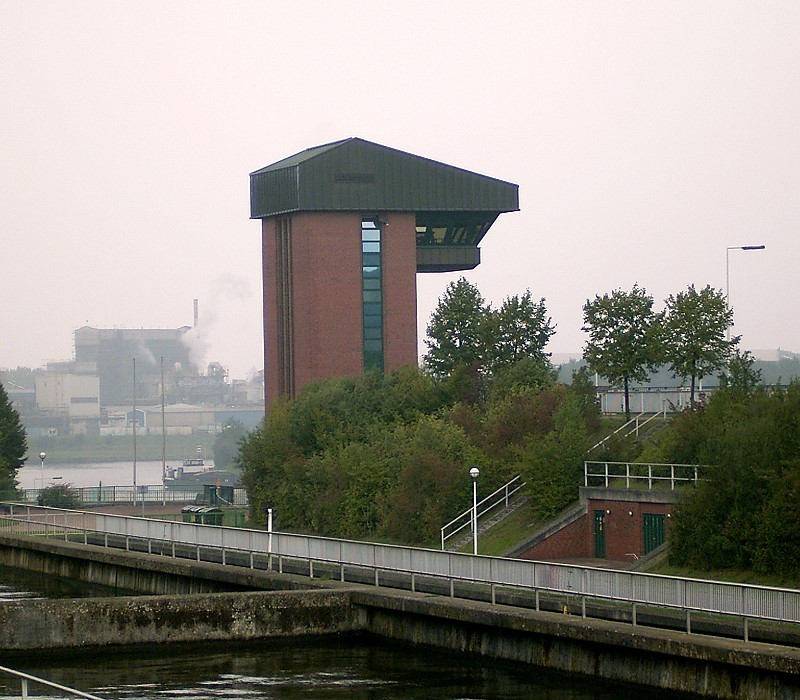
Turm des Schleusensteuerstand – Blick von den Sparbecken
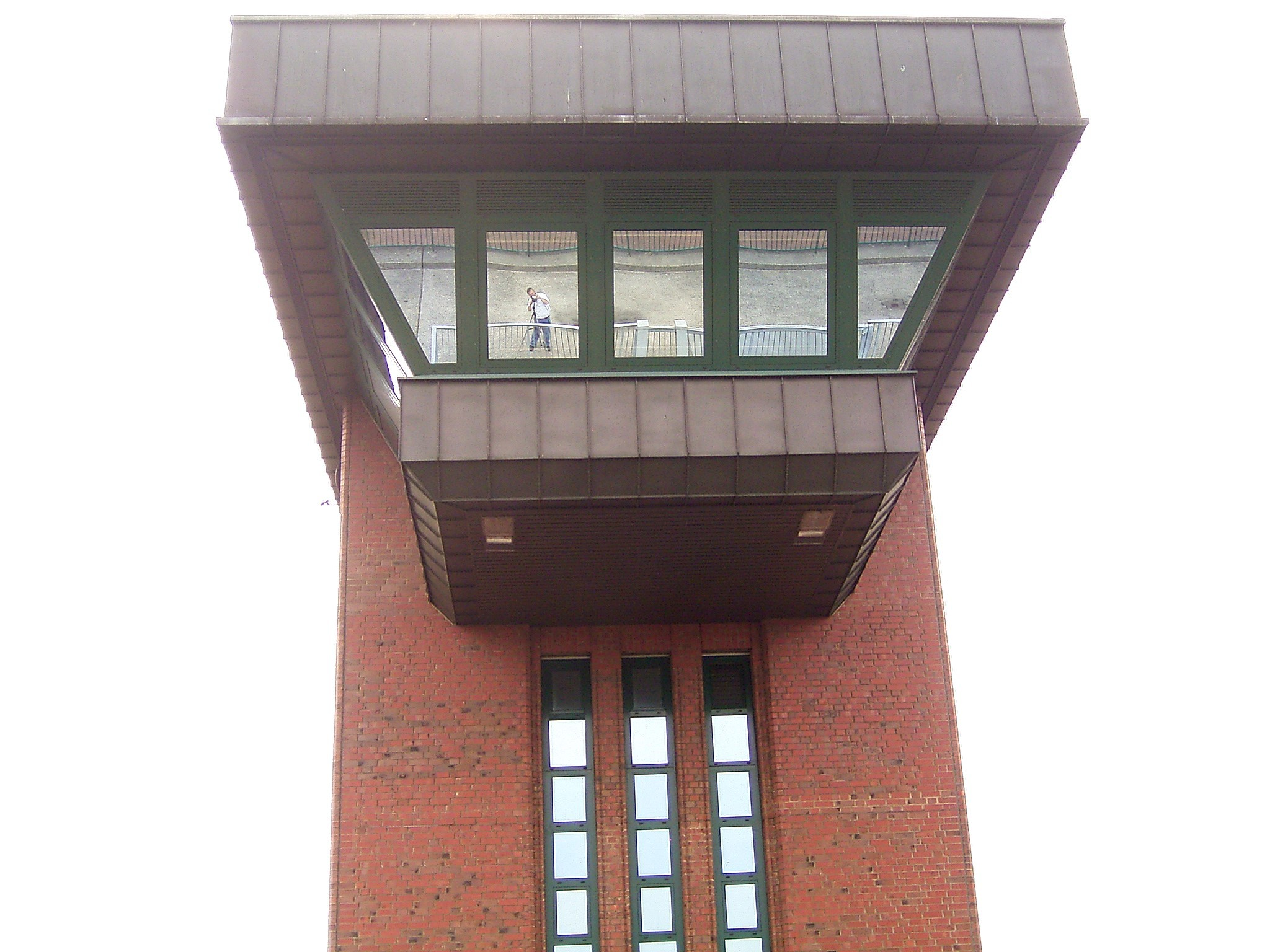
Schleusensteuerstand
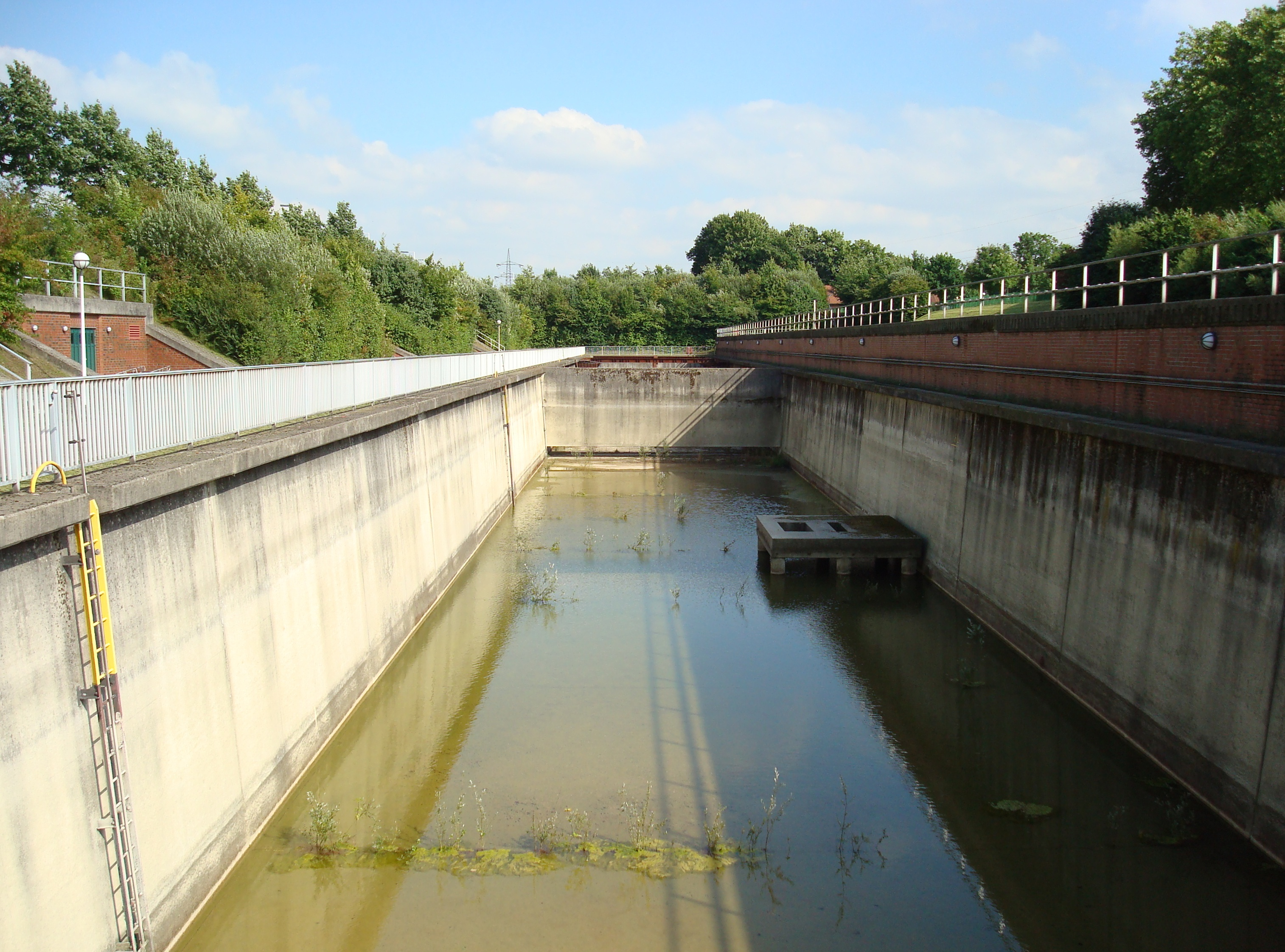
Geleertes Sparbecken